# Magdalena Avietėnaitė
Magdalena Avietėnaitė, née le 22 décembre 1892 à Brazavas (Gouvernement de Suwałki, Empire russe) et morte le 13 août 1984 à Putnam (Connecticut, États-Unis), est une journaliste, diplomate, résistante et personnalité publique lituanienne. 

## Biographie
Magdalena Avietėnaitė naît le 22 décembre 1892 à Brazavas, Gouvernement de Suwałki, Empire russe. C'est la fille aînée d'Adam et de Magdalena Polonis. En 1899, elle émigre avec sa famille à Worcester, Massachusetts. En 1914, elle est diplômée de l'université de Genève en littérature et philosophie. De 1914 à 1920, elle dirige l'hebdomadaire Amerikos lietuvis (Lituano-Américains).  
Avietėnaitė retourne en Lituanie en 1920, répondant à l'appel du 2 novembre 1919 du président Antanas Smetona qui s'adresse à la diaspora lituanienne. En juin 1924, elle représente la Lituanie à la première Conférence internationale des agences télégraphiques à Berne, Suisse. C'est la seule femme parmi les 22 participants. De 1924 à 1926, elle est cheffe de l'agence de presse lituanienne ELTA, puis cheffe du bureau de presse et enfin directrice du service de presse et d'information,. Elle est membre de la XXVII Book Lovers Society, de la Lithuanian History et de la Lithuanian Kanklès et elle dirige la section étrangère de l'Association scoute de Lituanie.  

### Culture
Avietėnaitė organise des expositions d'art lituanien à Barcelone, Liège, Stockholm, Copenhague, Göteborg, Chicago, Bruxelles etc. Lors de la préparation de l'Exposition universelle de 1937, qui se tient à Paris, le pavillon lituanien, dont fait partie Avietėnaitė, est chargé d'élire le président du comité d'exposition lituanien.  Lors de l'Exposition universelle de New York de 1939, c'est Avietėnaitė qui est désignée commissaire générale du pavillon lituanien,. À cette occasion, elle organise la journée de la Lituanie et publie une brochure en anglais décrivant le parcours historique de la Lituanie, sa vie artistique et les participants à l'exposition. À l'issue de l'exposition, le maire de la ville de New York décerne à Avietėnaitė une médaille d'or et la citoyenneté d'honneur de la ville de New-York.  

### Résistance et faits de guerre
Elle travaille au ministère des Affaires étrangères lituanien de 1920 à 1940 comme traductrice, chiffreuse, opératrice d'archives secrètes et secrétaire confidentielle. 
Le 17 juin 1940, une fois l'occupation soviétique de la Lituanie terminée, Avietėnaitė et sa collègue Elena Barščiauskaitė risquent leur vie pour récupérer et transmettre les dossiers secrets du ministère des Affaires étrangères au chef des Archives lituaniennes et au prêtre Juozapas Stakauskas. De 1940 à 1944, elle enseigne l'anglais à l'Université de Vilnius. Elle contribue à la mise en sécurité de la réserve d'or lituanienne située aux États-Unis. 
Pendant l'occupation allemande de la Lituanie, Avietėnaitė fait partie d'un groupe de résistance. Elle collabore activement au journal anti-nazi Į laisvę (Vers la liberté). À l'été 1944, alors que l'Armée rouge approche de Kaunas, Avietėnaitė quitte la Lituanie. Jusqu'en 1947, elle vit dans un camp de réfugiés en Allemagne et travaille comme secrétaire générale de la Croix-Rouge lituanienne.  

### Après la Seconde Guerre mondiale
En 1947, elle s'installe à Paris, puis en 1949 elle retourne aux États-Unis. De 1949 à 1952, Avietėnaitė travaille à la bibliothèque de l'université de Detroit Mercy. De 1952 à 1953, elle enseigne la sociologie au Annhurst College, Connecticut. Elle est membre du Comité suprême de libération de la Lituanie et traduit les documents de cette organisation en anglais.  Elle termine sa vie professionnelle comme bibliothécaire-consultante au Manhattanville College of the Sacred Heart, New-York. Ensuite, elle réside dans la maison de retraite pour personnes âgées à Putnam, Connecticut. Jusqu'à la détérioration complète de sa vue, Avietėnaitė gère la bibliothèque du monastère et poursuit les activités lituaniennes qu'elle a suivies tout au long de sa vie aux États-Unis. Dans la mesure de ses modestes ressources financières, elle soutient les organisations lituaniennes. Avietėnaitė meurt en 1984, à l'âge de 91 ans. Elle est enterrée au cimetière du monastère de Putnam,.

## Décorations
En reconnaissance de ses mérites en faveur de la Lituanie, Avietėnaitė reçoit les distinctions lituaniennes et étrangères suivantes. :
- Commandeur de l'ordre du grand-duc Gediminas
- Officier de la Légion d'honneur